# 纳撒尼尔·培根
纳撒尼尔·培根（英語：Nathaniel Bacon，1647年1月2日—1676年10月26日），北美弗吉尼亞殖民地英國殖民者，是北美最早反對英國殖民統治的重大起義培根起义的領導人。
1676年，種植園主培根領導了弗吉尼亞殖民地農民反對過度稅收和政治壓迫的運動。培根的叛軍佔領並燒毀了詹姆斯鎮，迫使總督威廉·柏克利離開殖民地。不久後他死於痢疾。
培根死後，由於叛軍的分散，起義被英軍鎮壓，柏克利重新掌權，奪取了幾名叛亂分子的財產，最終絞死了二十三人。